# Košarkaški Savez Srbije
Košarkaški Savez Srbije ordnar med organiserad basket i Serbien. Det räknas som efterträdare till det gamla Košarkaški Savez Jugoslavije, som bildades 1936 . Förbundet bedriver ligaspel och landslag.